# Геџа
Геџа или Геџе или Геђе (алб. Gexhë или Gexha) је насеље у општини Ораховац, Косово и Метохија, Република Србија. У близини се налазе остаци већег утврђења које се датира у IX или X века и за које поједини научници сматрају да се ради о Достиници, првој престоници Србије.

## Демографија
| Етнички састав према попису из 1981.‍ | Етнички састав према попису из 1981.‍ | Етнички састав према попису из 1981.‍ | Етнички састав према попису из 1981.‍ | Етнички састав према попису из 1981.‍ |
| ------------------------------------ | ------------------------------------ | ------------------------------------ | ------------------------------------ | ------------------------------------ |
|                                      |                                      |                                      |                                      |                                      |
| Албанци                              | Албанци                              |                                      | 480                                  | 100,00%                              |

| Демографија | Демографија | Демографија |
| Година      | Становника  | Становника  |
| ----------- | ----------- | ----------- |
| 1948.       | 292         |             |
| 1953.       | 334         |             |
| 1961.       | 396         |             |
| 1971.       | 423         |             |
| 1981.       | 480         |             |
| 1991.       | 557         |             |